# Araneus navicula
Araneus navicula är en spindelart som först beskrevs av Ludwig Carl Christian Koch 1871.  Araneus navicula ingår i släktet Araneus och familjen hjulspindlar.
Artens utbredningsområde är New South Wales. Inga underarter finns listade i Catalogue of Life.